# Алієв Іолчу Афі Огли
Іолчу Афі Огли Алієв (нар. 5 листопада 1964, Азербайджан — 27 липня 2014, Лутугине, Луганська обл.) — солдат 24-го батальйону територіальної оборони «Айдар» Збройних сил України, учасник російсько-української війни.

## Життєпис
Уродженець Бейлаґанського району Азербайджану. Брав участь у Революції Гідності, псевдо «Руслан». Сам пішов до військкомату, через вік відмовили. З травня 2014 року — доброволець, воював у батальйоні «Айдар», псевдо «Аварець».
27 липня підрозділ батальйону прямував на позиції терористів, Афі Огли йшов зі взводом саперів попереду танків — танкісти відмовлялися просуватися вперед, їх упрошували — мовляв, поїхали — рації не працювали. До переду виїхала група розвідки та повідомила, що людей в смузі наступу немає. Бій відбувся біля адміністративної будівлі на околиці Лутугиного. Після того пройшли ще до 5 км та потрапили в засідку — терористи обстрілювали з території шахти із мінометів, кулемета, та гвинтівки СВД. Група пройшла біля автозаправки та направилася до залізничного переїзду в місто Лутугине, пролунало три вибухи. Вибуховою хвилею солдата Олега Собкова відкинуло назад, кілька вояків загинуло, троє ще були живими, обстріл вівся зусібіч. Олег Собков з посестрою із групи «Берета» під обстрілом повантажили поранених до автомобіля, що мав відвезти до шпиталю. Після сьомої спроби ударна група під обстрілом змогла забрати тіла убитих, після того було знищено автобус та джип з бойовиками. Під вечір батальйон звільнив Лутугине. Серед загиблих — а їх 13 (підполковник Сергій Коврига, старший лейтенант Ігор Римар, старший сержант Сергій Шостак, старший солдат Іван Куліш, солдат Віталій Бойко, солдат Микола Личак, солдат Алієв Іолчу Афі-огли, солдат Станіслав Менюк, солдат Орест Квач, солдат Михайло Вербовий, солдат Олександр Давидчук та солдат Ілько Василаш).
Похований в Києві.

## Нагороди та вшанування
- Орден «За мужність» III ст. (27 червня 2015, посмертно) — за особисту мужність і високий професіоналізм, виявлені у захисті державного суверенітету та територіальної цілісності України, вірність військовій присязі[1]
- Увічнений на «Стіні пам'яті загиблих за єдність України» в Києві
- Нагороджений нагрудним знаком «За оборону Луганського аеропорту» (посмертно)